# Campeonato de Tercera División 2023 (Argentina)
El Campeonato de Tercera División 2023 fue la septuagésima cuarta edición del campeonato en la era profesional.
Fue disputado por las reservas de los clubes directamente afiliados de la Primera Nacional, y de los clubes de Primera B y Primera C, divididos en tres torneos exclusivos para cada categoría. Nuevamente participó Camioneros de la Liga Lujanense junto a los equipos del Nacional, y participaron de la Primera D Sp. Barracas y El Porvenir junto a los de la C.
Se consagraron campeones Ferro Carril Oeste por la Tercera Nacional, Dock Sud por la Tercera B, y Claypole y Liniers por la Tercera C.

## Equipos participantes

### Primera Nacional
| Equipo                 | Localidad       | Estadio                       | Capacidad |
| ---------------------- | --------------- | ----------------------------- | --------- |
| All Boys               | Buenos Aires    | Islas Malvinas                | 21 500    |
| Almagro                | José Ingenieros | Tres de Febrero               | 19 000    |
| Almirante Brown        | San Justo       | Fragata Presidente Sarmiento  | 25 000    |
| Atlanta                | Buenos Aires    | Don León Kolbowsky            | 18 000    |
| Brown                  | Adrogué         | Lorenzo Arandilla             | 4500      |
| Camioneros             | Nueve de Abril  | Hugo Moyano                   | 5000      |
| Chacarita Juniors      | Villa Maipú     | Chacarita Juniors             | 26 530    |
| Defensores de Belgrano | Buenos Aires    | Juan Pasquale                 | 10 000    |
| Defensores Unidos      | Zárate          | Mario Losinno                 | 6000      |
| Deportivo Morón        | Morón           | Nuevo Francisco Urbano        | 35 000    |
| Deportivo Riestra      | Buenos Aires    | Guillermo Laza                | 4000      |
| Estudiantes            | Caseros         | Ciudad de Caseros             | 16 740    |
| Ferro Carril Oeste     | Buenos Aires    | Arquitecto Ricardo Etcheverri | 24 442    |
| Flandria               | Jáuregui        | Carlos V                      | 5000      |
| Nueva Chicago          | Buenos Aires    | Nueva Chicago                 | 25 000    |
| Quilmes                | Quilmes         | Centenario Ciudad de Quilmes  | 32 200    |
| San Telmo              | Isla Maciel     | Doctor Osvaldo Baletto        | 10 000    |
| Temperley              | Turdera         | Alfredo Beranger              | 26 000    |
| Tristán Suárez         | Tristán Suárez  | 20 de Octubre                 | 7500      |
| Villa Dálmine          | Campana         | El Coliseo de Mitre y Puccini | 11 250    |

#### Distribución geográfica de los equipos
| Región                                   | Cant. | Equipos |
| ---------------------------------------- | ----- | --- |
| Conurbano bonaerense                     | 11    | Almagro, Almirante Brown, Brown, Chacarita Juniors, Camioneros, Deportivo Morón, Estudiantes, Quilmes, San Telmo, Temperley y Tristán Suárez. |
| Ciudad de Buenos Aires                   | 6     | All Boys, Atlanta, Defensores de Belgrano, Deportivo Riestra, Ferro Carril Oeste y Nueva Chicago.                                             |
| Interior de la provincia de Buenos Aires | 3     | Defensores Unidos, Flandria y Villa Dálmine.                                                                                                  |

### Primera B
| Equipo               | Localidad            | Estadio                   | Capacidad |
| -------------------- | -------------------- | ------------------------- | --------- |
| Acassuso             | Boulogne             | La Quema                  | 800       |
| Argentino de Merlo   | Merlo                | Juan Carlos Brieva        | 11000     |
| Argentino de Quilmes | Quilmes              | Argentino de Quilmes      | 7000      |
| Cañuelas             | Cañuelas             | Jorge Alfredo Arín        | 1500      |
| Colegiales           | Munro                | Libertarios Unidos        | 6500      |
| Comunicaciones       | Buenos Aires         | Alfredo Ramos             | 3500      |
| Deportivo Armenio    | Ingeniero Maschwitz  | Armenia                   | 10 500    |
| Deportivo Merlo      | Parque San Martín    | José Manuel Moreno        | 10 000    |
| Dock Sud             | Dock Sud             | De Los Inmigrantes        | 9000      |
| Fénix                | Buenos Aires         | No posee                  | -         |
| Ituzaingó            | Ituzaingó            | Carlos Sacaan             | 3500      |
| Los Andes            | Lomas de Zamora      | Eduardo Gallardón         | 38 000    |
| Sacachispas          | Buenos Aires         | Beto Larrosa              | 4000      |
| San Miguel           | Los Polvorines       | Malvinas Argentinas       | 6800      |
| Talleres             | Remedios de Escalada | Pablo Comelli             | 15 000    |
| UAI Urquiza          | Villa Lynch          | Monumental de Villa Lynch | 1000      |
| Villa San Carlos     | Berisso              | Genacio Sálice            | 4000      |

| 1. 2. 3. |

#### Distribución geográfica de los equipos
| Región                                   | Cant. | Equipos |
| ---------------------------------------- | ----- | --- |
| Conurbano bonaerense                     | 12    | Acassuso, Argentino de Merlo, Argentino de Quilmes, Colegiales, Deportivo Armenio, Deportivo Merlo, Dock Sud, Ituzaingó, Los Andes, San Miguel, Talleres (RdE) y UAI Urquiza |
| Ciudad de Buenos Aires                   | 3     | Comunicaciones, Fénix y Sacachispas |
| Interior de la provincia de Buenos Aires | 1     | Cañuelas |
| Gran La Plata                            | 1     | Villa San Carlos |

### Primera C
| Equipo                | Ciudad            | Estadio                          | Capacidad |
| --------------------- | ----------------- | -------------------------------- | --------- |
| Atlas                 | General Rodríguez | Ricardo Puga                     | 2500      |
| Berazategui           | Berazategui       | Norman Lee                       | 5500      |
| Claypole              | Claypole          | Rodolfo Capocasa                 | 3000      |
| Deportivo Español     | Buenos Aires      | Nueva España                     | 32 500    |
| Deportivo Laferrere   | Laferrere         | Ciudad de Laferrere              | 13 000    |
| El Porvenir           | Gerli             | Gildo Francisco Ghersinich       | 14 000    |
| Excursionistas        | Buenos Aires      | Excursionistas                   | 7200      |
| Ferrocarril Midland   | Libertad          | Ciudad de Libertad               | 6000      |
| General Lamadrid      | Buenos Aires      | Enrique Sexto                    | 3500      |
| Justo José de Urquiza | Loma Hermosa      | Ramón Roque Martín               | 2500      |
| Leandro N. Alem       | General Rodríguez | Leandro N. Alem                  | 4000      |
| Liniers               | San Justo         | Juan Antonio Arias               | 3500      |
| Luján                 | Luján             | 1.º de Abril                     | 2000      |
| Puerto Nuevo          | Campana           | Rubén Carlos Vallejos            | 1000      |
| Real Pilar            | Pilar             | Carlos Barraza                   | 10 000    |
| San Martín            | Burzaco           | Francisco Boga                   | 6500      |
| Sportivo Barracas     | Buenos Aires      | No posee                         | -         |
| Sportivo Italiano     | Ciudad Evita      | República de Italia              | 7000      |
| Victoriano Arenas     | Valentín Alsina   | Saturnino Moure                  | 1500      |
| Yupanqui              | Ciudad Evita      | Ciudad Evita República de Italia | 700 7000  |

| 1. 2. |

#### Distribución geográfica de los equipos
| Región                                   | Cant. | Equipos |
| ---------------------------------------- | ----- | --- |
| Conurbano bonaerense                     | 11    | Berazategui, Claypole, Deportivo Laferrere, El Porvenir, J. J. de Urquiza, Liniers, Midland, San Martín (B), Sportivo Italiano, Victoriano Arenas y Yupanqui |
| Interior de la provincia de Buenos Aires | 5     | Atlas, Leandro N. Alem, Luján, Puerto Nuevo y Real Pilar |
| Ciudad de Buenos Aires                   | 4     | Deportivo Español, Excursionistas, General Lamadrid y Sportivo Barracas                                                                                      |

## Sistema de disputa

### Tercera Nacional
El certamen se dividió en dos etapas:
- Primera Etapa: los equipos se enfrentaron bajo el sistema de todos contra todos a una rueda. El ganador avanzó a la final del certamen.[10]
- Segunda Etapa: los equipos se dividieron en cuatro zonas de cinco equipos cada una, donde se enfrentaron bajo el sistema de todos contra todos a una rueda. El mejor de cada zona avanzó a la fase final, donde se enfrentaron a eliminación directa hasta definir al ganador. En caso de empate en goles, se ejecutaron tiros desde el punto penal.[10][26]
- Final: Los finalistas se enfrentaron a partido único en campo de juego neutral. El ganador se consagró campeón.

### Tercera B
Los equipos se enfrentaron bajo el sistema de todos contra todos a una rueda. Los nueve mejores avanzaron a la fase final, de los cuales los dos mejores avanzaron directamente a semifinales y el tercero mejor posicionado avanzó a cuartos de final. Los equipos restantes disputaron la Copa de Plata.
- Fase final: Los clasificados se enfrentaron a eliminación directa, a partido único en las primeras instancias y a doble partido a partir de las semifinales. En caso de empate en goles, se ejecutaron tiros desde el punto penal. El ganador se consagró campeón.
- Copa de Plata: Los clasificados se enfrentaron a eliminación directa a doble partido, hasta definir al ganador. En caso de empate en goles, se ejecutaron tiros desde el punto penal.

### Tercera C
El certamen se dividió en dos torneos:
- Primer Torneo: los equipos se enfrentaron bajo el sistema de todos contra todos a una rueda. El ganador se consagró campeón.[25]
- Segundo Torneo: los equipos fueron divididos en cuatro zonas de cinco equipos cada una, donde se enfrentaron bajo el sistema de todos contra todos a una rueda. El mejor de cada zona avanzó a la fase final, donde se enfrentaron a eliminación directa hasta definir al campeón. En caso de empate en goles, se ejecutaron tiros desde el punto penal.[25][28]

## Tercera Nacional

### Primera Etapa
| Pos. | Equipo                 | Pts. | J  |
| ---- | ---------------------- | ---- | -- |
| 1.°  | Ferro Carril Oeste     | 39   | 19 |
| 2.°  | Estudiantes            | 39   | 19 |
| 3.°  | Deportivo Riestra      | 35   | 19 |
| 4.°  | Chacarita Juniors      | 32   | 19 |
| 5.°  | Temperley              | 30   | 19 |
| 6.°  | Quilmes                | 29   | 19 |
| 7.°  | Nueva Chicago          | 29   | 19 |
| 8.°  | San Telmo              | 28   | 19 |
| 9.°  | Flandria               | 28   | 19 |
| 10.° | All Boys               | 27   | 19 |
| 11.° | Almirante Brown        | 26   | 19 |
| 12.° | Camioneros             | 26   | 19 |
| 13.° | Villa Dálmine          | 25   | 19 |
| 14.° | Tristán Suárez         | 22   | 19 |
| 15.° | Dep. Morón             | 22   | 19 |
| 16.° | Atlanta                | 19   | 19 |
| 17.° | Defensores de Belgrano | 18   | 19 |
| 18.° | Almagro                | 17   | 19 |
| 19.° | Brown                  | 16   | 19 |
| 20.° | Defensores Unidos      | 15   | 19 |

|  | Clasificado a la final. |

### Segunda Etapa

#### Zona 1
| Pos. | Equipo            | Pts. | J |
| ---- | ----------------- | ---- | - |
| 1.°  | San Telmo         | 10   | 4 |
| 2.°  | Almagro           | 8    | 4 |
| 3.°  | Defensores Unidos | 4    | 4 |
| 4.°  | Camioneros        | 3    | 4 |
| 5.°  | Brown             | 2    | 4 |

|  | Clasificado a la fase final. |

#### Zona 2
| Pos. | Equipo            | Pts. | J |
| ---- | ----------------- | ---- | - |
| 1.°  | Nueva Chicago     | 8    | 4 |
| 2.°  | Quilmes           | 7    | 4 |
| 3.°  | All Boys          | 7    | 4 |
| 4.°  | Deportivo Riestra | 4    | 4 |
| 5.°  | Flandria          | 1    | 4 |

|  | Clasificado a la fase final. |

#### Zona 3
| Pos. | Equipo                 | Pts. | J |
| ---- | ---------------------- | ---- | - |
| 1.°  | Temperley              | 10   | 4 |
| 2.°  | Estudiantes            | 10   | 4 |
| 3.°  | Defensores de Belgrano | 6    | 4 |
| 4.°  | Tristán Suárez         | 3    | 4 |
| 5.°  | Almirante Brown        | 0    | 4 |

|  | Clasificado a la fase final. |

#### Zona 4
| Pos. | Equipo             | Pts. | J |
| ---- | ------------------ | ---- | - |
| 1.°  | Chacarita Juniors  | 9    | 4 |
| 2.°  | Atlanta            | 9    | 4 |
| 3.°  | Ferro Carril Oeste | 9    | 4 |
| 4.°  | Dep. Morón         | 4    | 4 |
| 5.°  | Villa Dálmine      | 0    | 4 |

|  | Clasificado a la fase final. |

#### Fase final
|  | Semifinales       | Semifinales       | Semifinales |           |           | Final     | Final | Final |  |
|  |                   |                   |             |           |           |           |       |       |  |
|  |                   |                   |             |           |           |           |       |       |  |
|  | San Telmo         | San Telmo         | 2 (5)       |           |           |           |       |       |  |
|  | San Telmo         | San Telmo         | 2 (5)       |           |           |           |       |       |  |
|  | Chacarita Juniors | Chacarita Juniors | 2 (3)       |           |           |           |       |       |  |
|  | Chacarita Juniors | Chacarita Juniors | 2 (3)       |           | San Telmo | San Telmo | 1 (4) |       |  |
|  |                   |                   |             |           | San Telmo | San Telmo | 1 (4) |       |  |
|  |                   |                   | Temperley   | Temperley | 1 (2)     |           |       |       |  |
|  | Temperley         | Temperley         | Temperley   | Temperley | 1 (2)     | 2         |       |       |  |
|  | Temperley         | Temperley         |             |           |           | 2         |       |       |  |
|  | Nueva Chicago     | Nueva Chicago     | 1           |           |           |           |       |       |  |
|  | Nueva Chicago     | Nueva Chicago     | 1           |           |           |           |       |       |  |
|  |                   |                   |             |           |           |           |       |       |  |

### Final
| 9 de noviembre de 2023 | Ferro Carril Oeste                                     | 3:1 (1:1) | San Telmo   | Estadio 20 de Octubre, Tristán Suárez |                             |
| 15:00                  | Navarra Varela 27' · Marra 69' · Ottalagano 76' (pen.) | Reporte   | 24' Salerno | Árbitro(s): Ignacio Ciucchi           | Árbitro(s): Ignacio Ciucchi |

|                                       |
|                                       |
| Campeón Ferro Carril Oeste 7.º título |

## Tercera B

### Clasificación
| Pos. | Equipo               | Pts. | J  |
| ---- | -------------------- | ---- | -- |
| 1.°  | Talleres             | 32   | 16 |
| 2.°  | Ituzaingó            | 31   | 16 |
| 3.°  | San Miguel           | 30   | 16 |
| 4.°  | Sacachispas          | 29   | 16 |
| 5.°  | Fénix                | 27   | 16 |
| 6.°  | Acassuso             | 26   | 16 |
| 7.°  | Los Andes            | 26   | 16 |
| 8.°  | Armenio              | 22   | 16 |
| 9.°  | Dock Sud             | 21   | 16 |
| 10.° | Merlo                | 20   | 16 |
| 11.° | UAI Urquiza          | 19   | 16 |
| 12.° | Villa San Carlos     | 18   | 16 |
| 13.° | Comunicaciones       | 17   | 16 |
| 14.° | Cañuelas             | 16   | 16 |
| 15.° | Colegiales           | 16   | 16 |
| 16.° | Argentino (M)        | 14   | 16 |
| 17.° | Argentino de Quilmes | 12   | 16 |

|  | Clasificado a las semifinales.      |
|  | Clasificado a los cuartos de final. |
|  | Clasificado a los octavos de final. |
|  | Relegados a la Copa de Plata.       |

### Fase final
El equipo de arriba definió de local en el segundo partido.
|  | Octavos de final | Octavos de final | Octavos de final | Octavos de final |   |          | Cuartos de final | Cuartos de final | Cuartos de final | Cuartos de final |       |  | Semifinales | Semifinales | Semifinales | Semifinales |  |         | Final   | Final | Final | Final |  |
|  |                  |                  |                  |                  |   |          |                  |                  |                  |                  |       |  |             |             |             |             |  |         |         |       |       |       |  |
|  |                  |                  |                  |                  |   |          |                  |                  |                  |                  |       |  |             |             |             |             |  |         |         |       |       |       |  |
|  |                  |                  |                  |                  |   |          |                  |                  |                  |                  |       |  |             |             |             |             |  |         |         |       |       |       |  |
|  |                  |                  |                  |                  |   |          |                  |                  |                  |                  |       |  |             |             |             |             |  |         |         |       |       |       |  |
|  |                  |                  |                  |                  |   |          |                  |                  |                  |                  |       |  |             |             |             |             |  |         |         |       |       |       |  |
|  |                  |                  |                  |                  |   |          |                  |                  |                  |                  |       |  |             |             |             |             |  |         |         |       |       |       |  |
|  |                  |                  |                  |                  |   |          |                  |                  |                  |                  |       |  |             |             |             |             |  |         |         |       |       |       |  |
|  |                  |                  |                  |                  |   |          |                  |                  |                  |                  |       |  |             |             |             |             |  |         |         |       |       |       |  |
|  |                  |                  |                  |                  |   |          |                  |                  |                  |                  |       |  |             |             |             |             |  |         |         |       |       |       |  |
|  |                  |                  |                  |                  |   |          |                  |                  |                  |                  |       |  |             |             |             |             |  |         |         |       |       |       |  |
|  |                  |                  |                  |                  |   |          |                  |                  |                  |                  |       |  |             |             |             |             |  |         |         |       |       |       |  |
|  |                  |                  |                  |                  |   |          |                  | Ituzaingó        | Ituzaingó        | 0                | 2 (3) |  |             |             |             |             |  |         |         |       |       |       |  |
|  |                  |                  |                  |                  |   |          |                  |                  |                  |                  | 2 (3) |  |             |             |             |             |  |         |         |       |       |       |  |
|  |                  |                  | Armenio          | Armenio          | 1 | 1 (4)    |                  |                  |                  |                  |       |  |             |             |             |             |  |         |         |       |       |       |  |
|  | Acassuso         | Acassuso         | Armenio          | Armenio          | 1 | 1 (4)    | 3                | 5                |                  |                  |       |  |             |             |             |             |  |         |         |       |       |       |  |
|  | Acassuso         | Acassuso         |                  |                  |   |          |                  |                  |                  |                  |       |  |             |             |             |             |  |         |         |       |       |       |  |
|  | Los Andes        | Los Andes        | 1                | 3                |   |          |                  |                  |                  |                  |       |  |             |             |             |             |  |         |         |       |       |       |  |
|  | Los Andes        | Los Andes        | 1                | 3                |   | Acassuso | Acassuso         | 0                | 2 (8)            |                  |       |  |             |             |             |             |  |         |         |       |       |       |  |
|  |                  |                  |                  |                  |   | Acassuso | Acassuso         | 0                | 2 (8)            |                  |       |  |             |             |             |             |  |         |         |       |       |       |  |
|  |                  |                  | Armenio          | Armenio          | 1 | 1 (9)    |                  |                  |                  |                  |       |  |             |             |             |             |  |         |         |       |       |       |  |
|  | Fenix            | Fenix            | Armenio          | Armenio          | 1 | 1 (9)    | 0                | 2                |                  |                  |       |  |             |             |             |             |  |         |         |       |       |       |  |
|  | Fenix            | Fenix            |                  |                  |   |          |                  |                  |                  |                  |       |  |             |             |             |             |  |         |         |       |       |       |  |
|  | Armenio          | Armenio          | 4                | 2                |   |          |                  |                  |                  |                  |       |  |             |             |             |             |  |         |         |       |       |       |  |
|  | Armenio          | Armenio          | 4                | 2                |   |          |                  |                  |                  |                  |       |  |             |             |             |             |  | Armenio | Armenio | 0     | 1     |       |  |
|  |                  |                  |                  |                  |   |          |                  |                  |                  |                  |       |  |             |             |             |             |  | Armenio | Armenio | 0     | 1     |       |  |
|  |                  |                  | Dock Sud         | Dock Sud         | 2 | 3        |                  |                  |                  |                  |       |  |             |             |             |             |  |         |         |       |       |       |  |
|  |                  |                  | Dock Sud         | Dock Sud         | 2 | 3        |                  |                  |                  |                  |       |  |             |             |             |             |  |         |         |       |       |       |  |
|  |                  |                  |                  |                  |   |          |                  |                  |                  |                  |       |  |             |             |             |             |  |         |         |       |       |       |  |
|  |                  |                  |                  |                  |   |          |                  |                  |                  |                  |       |  |             |             |             |             |  |         |         |       |       |       |  |
|  |                  |                  |                  |                  |   |          |                  |                  |                  |                  |       |  |             |             |             |             |  |         |         |       |       |       |  |
|  |                  |                  |                  |                  |   |          |                  |                  |                  |                  |       |  |             |             |             |             |  |         |         |       |       |       |  |
|  |                  |                  |                  |                  |   |          |                  |                  |                  |                  |       |  |             |             |             |             |  |         |         |       |       |       |  |
|  |                  |                  |                  |                  |   |          |                  |                  |                  |                  |       |  |             |             |             |             |  |         |         |       |       |       |  |
|  |                  |                  |                  |                  |   |          |                  |                  |                  |                  |       |  |             |             |             |             |  |         |         |       |       |       |  |
|  |                  |                  |                  |                  |   |          |                  |                  |                  |                  |       |  |             |             |             |             |  |         |         |       |       |       |  |
|  |                  |                  |                  |                  |   |          |                  | Talleres         | Talleres         | 1                | 1 (2) |  |             |             |             |             |  |         |         |       |       |       |  |
|  |                  |                  |                  |                  |   |          |                  |                  |                  |                  | 1 (2) |  |             |             |             |             |  |         |         |       |       |       |  |
|  |                  |                  | Dock Sud         | Dock Sud         | 1 | 1 (4)    |                  |                  |                  |                  |       |  |             |             |             |             |  |         |         |       |       |       |  |
|  |                  |                  | Dock Sud         | Dock Sud         | 1 | 1 (4)    |                  |                  |                  |                  |       |  |             |             |             |             |  |         |         |       |       |       |  |
|  |                  |                  |                  |                  |   |          |                  |                  |                  |                  |       |  |             |             |             |             |  |         |         |       |       |       |  |
|  |                  |                  |                  |                  |   |          |                  |                  |                  |                  |       |  |             |             |             |             |  |         |         |       |       |       |  |
|  |                  | San Miguel       | San Miguel       | 0                | 0 |          |                  |                  |                  |                  |       |  |             |             |             |             |  |         |         |       |       |       |  |
|  |                  |                  |                  |                  | 0 |          |                  |                  |                  |                  |       |  |             |             |             |             |  |         |         |       |       |       |  |
|  |                  |                  | Dock Sud         | Dock Sud         | 2 | 1        |                  |                  |                  |                  |       |  |             |             |             |             |  |         |         |       |       |       |  |
|  | Sacachispas      | Sacachispas      | Dock Sud         | Dock Sud         | 2 | 1        | 1                | 2                |                  |                  |       |  |             |             |             |             |  |         |         |       |       |       |  |
|  | Sacachispas      | Sacachispas      |                  |                  |   |          |                  |                  |                  |                  |       |  |             |             |             |             |  |         |         |       |       |       |  |
|  | Dock Sud         | Dock Sud         | 2                | 3                |   |          |                  |                  |                  |                  |       |  |             |             |             |             |  |         |         |       |       |       |  |
|  | Dock Sud         | Dock Sud         | 2                | 3                |   |          |                  |                  |                  |                  |       |  |             |             |             |             |  |         |         |       |       |       |  |
|  |                  |                  |                  |                  |   |          |                  |                  |                  |                  |       |  |             |             |             |             |  |         |         |       |       |       |  |

|                             |
|                             |
| Campeón Dock Sud 4.º título |

### Copa de Plata
|  | Cuartos de final     | Cuartos de final     | Cuartos de final | Cuartos de final |   |                  | Semifinales      | Semifinales | Semifinales | Semifinales |  |       | Final | Final | Final | Final |  |
|  |                      |                      |                  |                  |   |                  |                  |             |             |             |  |       |       |       |       |       |  |
|  |                      |                      |                  |                  |   |                  |                  |             |             |             |  |       |       |       |       |       |  |
|  | Merlo                | Merlo                | 1                | 0 (5)            |   |                  |                  |             |             |             |  |       |       |       |       |       |  |
|  | Merlo                | Merlo                | 1                | 0 (5)            |   |                  |                  |             |             |             |  |       |       |       |       |       |  |
|  | Argentino de Quilmes | Argentino de Quilmes | 0                | 1 (4)            |   |                  |                  |             |             |             |  |       |       |       |       |       |  |
|  | Argentino de Quilmes | Argentino de Quilmes | 0                | 1 (4)            |   | Merlo            | Merlo            | 1           | 1           |             |  |       |       |       |       |       |  |
|  |                      |                      |                  |                  |   | Merlo            | Merlo            | 1           | 1           |             |  |       |       |       |       |       |  |
|  |                      |                      | Argentino (M)    | Argentino (M)    | 1 | 0                |                  |             |             |             |  |       |       |       |       |       |  |
|  | UAI Urquiza          | UAI Urquiza          | Argentino (M)    | Argentino (M)    | 1 | 0                | 1                | 2 (1)       |             |             |  |       |       |       |       |       |  |
|  | UAI Urquiza          | UAI Urquiza          |                  |                  |   |                  |                  |             |             |             |  |       |       |       |       |       |  |
|  | Argentino (M)        | Argentino (M)        | 2                | 1 (3)            |   |                  |                  |             |             |             |  |       |       |       |       |       |  |
|  | Argentino (M)        | Argentino (M)        | 2                | 1 (3)            |   |                  |                  |             |             |             |  | Merlo | Merlo | 0     | 2     |       |  |
|  |                      |                      |                  |                  |   |                  |                  |             |             |             |  | Merlo | Merlo | 0     | 2     |       |  |
|  |                      |                      | Comunicaciones   | Comunicaciones   | 0 | 4                |                  |             |             |             |  |       |       |       |       |       |  |
|  | Villa San Carlos     | Villa San Carlos     | Comunicaciones   | Comunicaciones   | 0 | 4                | 0                | 2           |             |             |  |       |       |       |       |       |  |
|  | Villa San Carlos     | Villa San Carlos     |                  |                  |   |                  |                  |             |             |             |  |       |       |       |       |       |  |
|  | Colegiales           | Colegiales           | 1                | 0                |   |                  |                  |             |             |             |  |       |       |       |       |       |  |
|  | Colegiales           | Colegiales           | 1                | 0                |   | Villa San Carlos | Villa San Carlos | 1           | 0           |             |  |       |       |       |       |       |  |
|  |                      |                      |                  |                  |   | Villa San Carlos | Villa San Carlos | 1           | 0           |             |  |       |       |       |       |       |  |
|  |                      |                      | Comunicaciones   | Comunicaciones   | 1 | 1                |                  |             |             |             |  |       |       |       |       |       |  |
|  | Comunicaciones       | Comunicaciones       | Comunicaciones   | Comunicaciones   | 1 | 1                | 5                | 2           |             |             |  |       |       |       |       |       |  |
|  | Comunicaciones       | Comunicaciones       |                  |                  |   |                  |                  |             |             |             |  |       |       |       |       |       |  |
|  | Cañuelas             | Cañuelas             | 1                | 2                |   |                  |                  |             |             |             |  |       |       |       |       |       |  |
|  | Cañuelas             | Cañuelas             | 1                | 2                |   |                  |                  |             |             |             |  |       |       |       |       |       |  |
|  |                      |                      |                  |                  |   |                  |                  |             |             |             |  |       |       |       |       |       |  |

## Tercera C

### Primer Torneo
| Pos. | Equipo                | Pts. | J  |
| ---- | --------------------- | ---- | -- |
| 1.°  | Claypole              | 48   | 19 |
| 2.°  | Excursionistas        | 44   | 19 |
| 3.°  | Justo José de Urquiza | 37   | 19 |
| 4.°  | Sp. Barracas          | 34   | 19 |
| 5.°  | Luján                 | 32   | 19 |
| 6.°  | El Porvenir           | 31   | 19 |
| 7.°  | General Lamadrid      | 29   | 19 |
| 8.°  | Berazategui           | 27   | 19 |
| 9.°  | Liniers               | 27   | 19 |
| 10.° | Italiano              | 26   | 19 |
| 11.° | Victoriano Arenas     | 25   | 19 |
| 12.° | Ferrocarril Midland   | 22   | 19 |
| 13.° | Leandro N. Alem       | 22   | 19 |
| 14.° | Dep. Español          | 22   | 19 |
| 15.° | Real Pilar            | 20   | 19 |
| 16.° | Deportivo Laferrere   | 20   | 19 |
| 17.° | Yupanqui              | 20   | 19 |
| 18.° | Atlas                 | 18   | 19 |
| 19.° | Puerto Nuevo          | 17   | 19 |
| 20.° | San Martín            | 13   | 19 |

|  | Campeón. |

|                              |
|                              |
| Campeón Claypole 1.er título |

### Segundo Torneo

#### Zona 1
| Pos. | Equipo              | Pts. | J |
| ---- | ------------------- | ---- | - |
| 1.°  | Liniers             | 9    | 4 |
| 2.°  | Claypole            | 8    | 4 |
| 3.°  | San Martín          | 7    | 4 |
| 4.°  | Deportivo Laferrere | 3    | 4 |
| 5.°  | Berazategui         | 1    | 4 |

|  | Clasificado a la fase final. |

#### Zona 2
| Pos. | Equipo           | Pts. | J |
| ---- | ---------------- | ---- | - |
| 1.°  | Excursionistas   | 12   | 4 |
| 2.°  | Italiano         | 6    | 4 |
| 3.°  | Real Pilar       | 6    | 4 |
| 4.°  | Puerto Nuevo     | 4    | 4 |
| 5.°  | General Lamadrid | 1    | 4 |

|  | Clasificado a la fase final. |

#### Zona 3
| Pos. | Equipo                | Pts. | J |
| ---- | --------------------- | ---- | - |
| 1.°  | Dep. Español          | 6    | 4 |
| 2.°  | El Porvenir           | 6    | 4 |
| 3.°  | Victoriano Arenas     | 6    | 4 |
| 4.°  | Justo José de Urquiza | 5    | 4 |
| 5.°  | Atlas                 | 2    | 4 |

|  | Clasificado a la fase final. |

#### Zona 4
| Pos. | Equipo              | Pts. | J |
| ---- | ------------------- | ---- | - |
| 1.°  | Sp. Barracas        | 9    | 4 |
| 2.°  | Ferrocarril Midland | 9    | 4 |
| 3.°  | Yupanqui            | 6    | 4 |
| 4.°  | Luján               | 6    | 4 |
| 5.°  | Leandro N. Alem     | 0    | 4 |

|  | Clasificado a la fase final. |

#### Fase final
|  | Semifinales    | Semifinales    | Semifinales | Semifinales |   |                | Final          | Final | Final | Final |  |
|  |                |                |             |             |   |                |                |       |       |       |  |
|  |                |                |             |             |   |                |                |       |       |       |  |
|  | Excursionistas | Excursionistas | 1           | 3           |   |                |                |       |       |       |  |
|  | Excursionistas | Excursionistas | 1           | 3           |   |                |                |       |       |       |  |
|  | Dep. Español   | Dep. Español   | 0           | 0           |   |                |                |       |       |       |  |
|  | Dep. Español   | Dep. Español   | 0           | 0           |   | Excursionistas | Excursionistas | 0     | 0     |       |  |
|  |                |                |             |             |   | Excursionistas | Excursionistas | 0     | 0     |       |  |
|  |                |                | Liniers     | Liniers     | 0 | 2              |                |       |       |       |  |
|  | Liniers        | Liniers        | Liniers     | Liniers     | 0 | 2              | 0              | 2     |       |       |  |
|  | Liniers        | Liniers        |             |             |   |                | 0              | 2     |       |       |  |
|  | Sp. Barracas   | Sp. Barracas   | 0           | 1           |   |                |                |       |       |       |  |
|  | Sp. Barracas   | Sp. Barracas   | 0           | 1           |   |                |                |       |       |       |  |
|  |                |                |             |             |   |                |                |       |       |       |  |

|                            |
|                            |
| Campeón Liniers 2.º título |